# Ярычевка
Ярычевка (укр. Яричівка) — река во Львовском районе Львовской области, Украина. Левый приток реки Полтва (бассейн Вислы).
Длина реки — 45 км, площадь водосборного бассейна — 249 км². Долина преимущественно трапециевидная, шириной 2,5-3 км, глубиной до 30 м. Пойма двусторонняя, есть заболоченные участки. Русло умеренно извилистое, на значительном протяжении (около 35 км) зарегулировано. Уклон реки 1,5 м/км. Есть немало прудов.
Берёт начало на юге посёлка Брюховичи. Течёт на юго-восток и восток. Впадает в Полтву северо-восточнее села Полтва.
Течёт в пределах Надбужанской котловины, в частности через Грядовое Побужье (между Грядетской и Малеховской грядами).
Наибольший приток — Старая Река (правый).
На реке расположены посёлок городского типа Новый Ярычев и несколько сёл.